# 38 North
38 North là một trang web chuyên phân tích về Bắc Triều Tiên (Cộng hoà Dân chủ Nhân dân Triều Tiên). Tên của nó có liên quan tới vĩ tuyến 38 độ bắc đi qua bán đảo Triều Tiên và từ năm 1945 cho đến khi bắt đầu diễn ra Chiến tranh Triều Tiên vào năm 1950 làm chia cắt bán đảo Triều Tiên thành hai miền Bắc và miền Nam, miền Bắc thuộc địa phận của Bắc Triều Tiên và miền Nam thuộc địa phận của Hàn Quốc. Trước đây, 38 North là một chương trình của Viện Hoa Kỳ - Hàn Quốc tại Trường Nghiên cứu Quốc tế Nâng cao Paul H. Nitze của Đại học Johns Hopkins, hiện nay nó được đặt tại Trung tâm Stimson và được quản lý bởi cựu quan chức Bộ Ngoại giao Hoa Kỳ Joel S. Wit và Tổng biên tập Jenny Town. Những người đóng góp đáng chú ý bao gồm nhà khoa học hạt nhân Sigfried Hecker, cựu Cục trưởng Cục AP chi nhánh đặt tại Bình Nhưỡng, Jean H. Lee, chuyên gia an ninh mạng James Andrew Lewis, và nhà sáng lập North Korea Tech Martyn Williams.

## Phân tích hình ảnh vệ tinh
38 North sử dụng hình ảnh vệ tinh thương mại về các lĩnh vực quan tâm chính của Bắc Triều Tiên, cung cấp cho các nhà phân tích của nước này cơ hội khám phá thông tin chi tiết về những phát triển trong nước.
Vào tháng 11 năm 2013, 38 North đã công bố một phát hiện về việc một bãi phóng tên lửa của Bắc Triều Tiên mới được xây dựng, mà viện này cho biết nó đang được nâng cấp để xử lý các tên lửa có kích cỡ lớn hơn.
Vào tháng 1 năm 2016, 38 North đã đưa tin về chương trình tàu ngầm mang tên lửa đạn đạo của Bắc Triều Tiên, sử dụng phân tích hình ảnh vệ tinh của Nhà máy đóng tàu Nam Sinpo, sau khi xảy ra vụ thử "phóng" tên lửa đạn đạo phóng từ tàu ngầm vào ngày 21 tháng 12 năm 2015. Joseph Bermudez cho biết hình ảnh cho thấy Bắc Triều Tiên đang tích cực theo đuổi chương trình SLBM (tên lửa đạn đạo phóng từ tàu ngầm) của mình, một dự đoán sau đó được hỗ trợ bởi bốn cuộc thử nghiệm SLBM trong suốt năm đó vào ngày 16 tháng 3, 23 tháng 4, 9 tháng 7 và 24 tháng 8.
Cuối tháng 1 năm 2016, 38 North đã báo cáo về hoạt động đáng ngờ tại Trạm phóng vệ tinh Sohae của Bắc Triều Tiên. Phân tích hình ảnh vệ tinh của Jack Liu cho thấy hoạt động ở mức độ thấp tại các cơ sở và địa điểm chính ở Sohae. Mười ngày sau khi bài báo được đăng, Bắc Triều Tiên đã tiến hành phóng tên lửa Unha-4 mang theo vệ tinh Kwangmyongsong-4 tại Sohae.
Vào tháng 4 năm 2016, 38 nhà phân tích miền Bắc đã báo cáo về các luồng khí thải từ một nhà máy hơi nước tại Trung tâm Nghiên cứu Khoa học Hạt nhân Yongbyon được sử dụng để đốt nóng nhà máy thư thực vật (mail plant), một dấu hiệu khả dĩ cho thấy việc xử lý lại plutonium bổ sung có thể đang được tiến hành. Vào giữa tháng 4, 38 North đã báo cáo về hoạt động cho thấy Bắc Triều Tiên đang bắt đầu xử lý lại plutonium để làm vũ khí hạt nhân. Cơ quan Năng lượng Nguyên tử Quốc tế đã không xác nhận điều này cho đến ngày 7 tháng 6, gần hai tháng sau đó.
Vào tháng 9 năm 2016, 38 North đã báo cáo hoạt động mới gần cả ba cổng tại Bãi thử Hạt nhân Punggye-ri, dựa trên phân tích hình ảnh vệ tinh do Joseph Bermudez và Jack Liu thực hiện. Hoạt động chỉ ra rằng các hoạt động bảo trì và khai quật nhỏ đã được tiếp tục. Ngày hôm sau, Bắc Triều Tiên tiến hành vụ thử hạt nhân lần thứ 5 tại Punggye-ri.